# Angeles Gulin
Angeles Gulin (Ribadavia, 18 février 1939 - Madrid, 10 octobre 2002) est une cantatrice espagnole particulièrement associée aux œuvres de jeunesse de Giuseppe Verdi.

## Vie et carrière
Née Maria de los Angeles Gulin, elle part à l'âge de huit ans avec sa famille s'établir à Montevideo en Uruguay. Elle étudie avec son père qui est directeur de la musique locale et qui organise des concerts dans les parcs locaux. Elle fait ses débuts à l'opéra en 1963 à Montevideo dans le rôle de la Reine de la Nuit de La Flûte enchantée, en remplacement d'une cantatrice malade. 
Elle revient alors en Europe où elle se produit surtout en Allemagne, Espagne et en Italie. Elle chante les rôles de colorature tels Lucia, Gilda et Violetta. 
Après avoir gagné le concours pour voix verdiennes à Busseto en 1968, elle découvre le répertoire pour soprano dramatique colorature et oriente sa carrière vers les œuvres de jeunesse de Verdi, tels Oberto, Conte di San Bonifacio, Nabucco, I due Foscari, Giovanna d'Arco, Attila, Alzira, Il corsaro, Luisa Miller, Stiffelio, Aroldo, mais chante aussi Les Vêpres siciliennes, Simon Boccanegra, Un ballo in maschera, La forza del destino et Aida.  
Ses autres rôles notoires incluent La donna del lago, Norma, Beatrice di Tenda, Fernando Cortez, Les Huguenots, La Gioconda, Andrea Chénier et Turandot.
Sa carrière est interrompue en 1987 par de graves problèmes de santé. 
Angeles Gulin possédait une voix riche et large mais apte à l'agilité. Redécouverte récemment grâce à l'apparition de nombreux enregistrements « live ».

## Sources
- Le guide de l'opéra, Roland Mancini & Jean-Jacques Rouveroux, Fayard, 1995.